# Narindasaurus
Narindasaurus („ještěr z Narinda“) byl rod sauropodního dinosaura z kladu Turiasauria, žijícího v období střední jury na území dnešního Madagaskaru. Formálně byl tento taxon popsán v září roku 2020.

## Význam
Fosilie tohoto sauropoda byly objeveny již počátkem 20. století (kolem roku 1906), jejich význam byl ale rozluštěn zejména až díky paleontologickým objevům ve Španělsku v průběhu 21. století. Dříve byl tento fosilní materiál řezn do rodu Bothriospondylus a Lapparentosaurus. Jedná se o jediného zástupce kladu Turiasauria, známého z období střední jury. Je tak pravděpodobné, že tento klad vznikl v období střední jury ještě na pevnině superkontinentu Pangey, v období pozdní jury se jeho zástupci rozšířili i do Laurasie a Gondwany a v období rané křídy pak do Severní Ameriky.